# Bryant (Dakota del Sud)
Bryant è un centro abitato (city) degli Stati Uniti d'America, situato nella Contea di Hamlin nello Stato del Dakota del Sud. La popolazione era di 456 persone al censimento del 2010. Fa parte dell'area micropolitana di Watertown.

## Storia
Bryant venne progettata nel 1887, e prende il nome da un agente della società cittadina.

## Geografia fisica
Bryant è situata a 44°35′24″N 97°27′59″W (44.589916, -97.466401).
Secondo lo United States Census Bureau, ha un'area totale di 0,52 miglia quadrate (1,35 km²).

## Società

### Evoluzione demografica
Secondo il censimento del 2010, c'erano 456 persone.

### Etnie e minoranze straniere
Secondo il censimento del 2010, la composizione etnica della città era formata dal 99,6% di bianchi e lo 0,4% di altre razze. Ispanici o latinos di qualunque razza erano lo 0,4% della popolazione.